# Thomas William Robertson
Pour les articles homonymes, voir Robertson.
Thomas-William Robertson (né le 9 janvier 1829 à Newark-on-Trent dans le Nottinghamshire et décédé le 3 février 1871 à Londres) était un dramaturge anglais. Auteur de pièces réalistes, il est considéré comme un précurseur de George Bernard Shaw ou William S. Gilbert.
Issu d'une famille d'acteurs, il monta très tôt sur scène.
Il commença sa carrière de dramaturge avec des adaptations de romans de Dickens avant d'écrire ses propres textes.
Il reste célèbre pour sa pièce comique sur la vie de David Garrick. Sa pièce Society est considérée comme l'archétype de la « cup and saucer comedy » (« comédie de salon ») qui posa définitivement le genre qu'allait développer ensuite Shaw.